# エステウリー・ルイーズ
エステウリー・ルイーズ・レイエス（Esteury Ruiz Reyes, 1999年2月15日 - ）は、 ドミニカ共和国アスア州アスア出身のプロ野球選手（外野手）。右投右打。MLBのロサンゼルス・ドジャース所属。

## 経歴

### プロ入りとロイヤルズ傘下時代
2015年にアマチュア・フリーエージェントでカンザスシティ・ロイヤルズと契約してプロ入り。
2016年、傘下のルーキー級ドミニカン・サマーリーグ・ロイヤルズでプロデビュー。56試合に出場して打率.313、5本塁打、26打点、13盗塁を記録した。 
2017年はルーキー級アリゾナリーグ・ロイヤルズでプレーした。

### パドレス時代

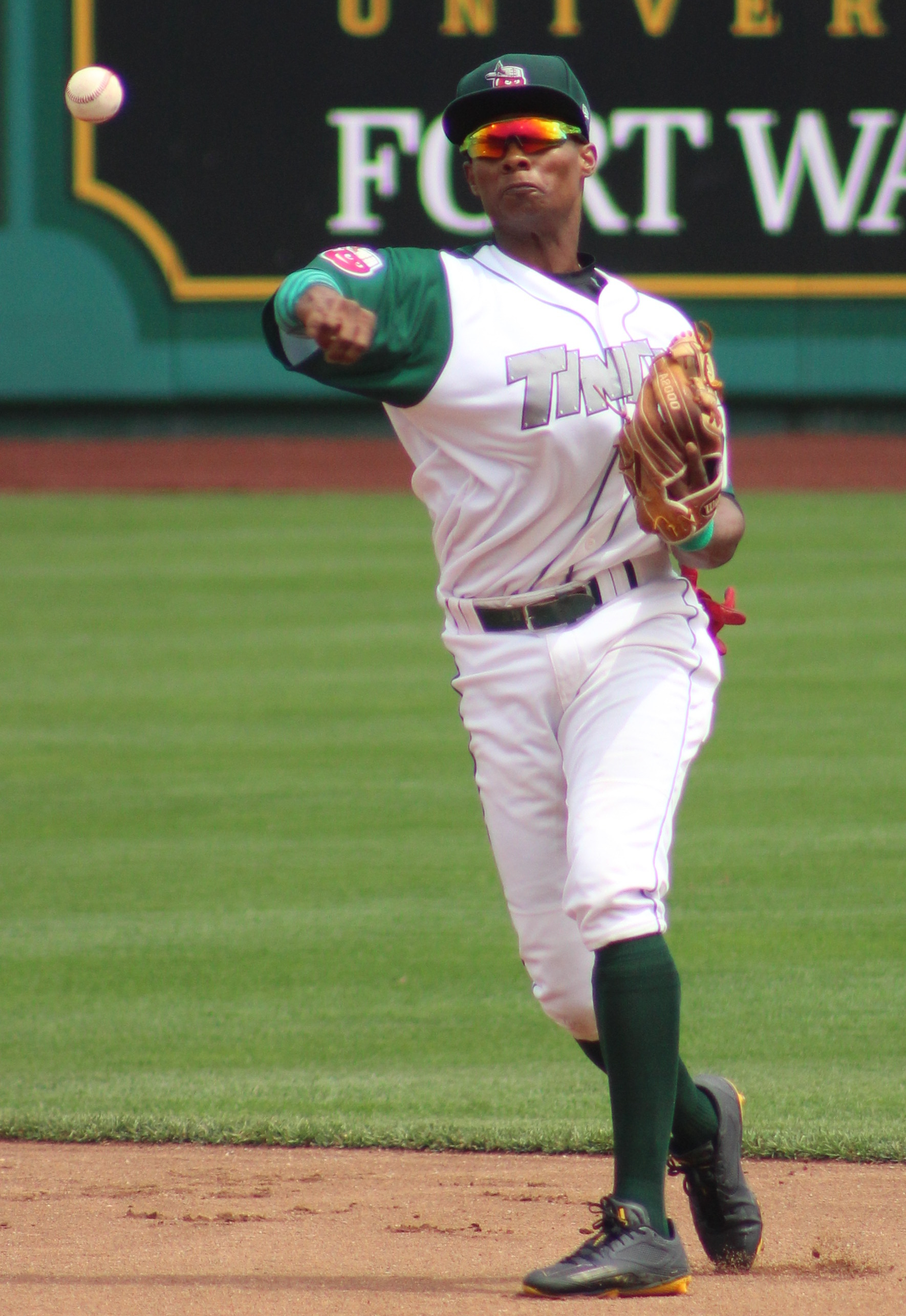
A級フォートウェイン・ティンキャップス時代
（2018年）

2017年7月24日にライアン・バクター、トレバー・ケーヒル、ブランドン・マウラーとのトレードで、トラビス・ウッド、マット・ストラム及び金銭と共にサンディエゴ・パドレスへ移籍した。移籍後は傘下のルーキー級アリゾナリーグ・パドレスでプレーし、移籍前を含めた2球団合計で52試合に出場して打率.350、4本塁打、39打点、26盗塁を記録した。
2018年はA級フォートウェイン・ティンキャップスでプレーし、127試合に出場して打率.253、11本塁打、53打点、49盗塁を記録した。
2019年はA+級レイクエルシノア・ストームでプレーし、98試合に出場して打率.239、6本塁打、36打点、34盗塁を記録した。
2020年は新型コロナウイルスの影響でマイナーリーグの試合が開催されなかったため、公式戦の出場は無かった。
2021年はAA級サンアントニオ・ミッションズでプレーし、84試合に出場して打率.249、10本塁打、42打点、36盗塁を記録した。
2022年は開幕をAA級サンアントニオで迎え、AAA級エルパソ・チワワズを経て7月12日にメジャー契約を結んでアクティブ・ロースター入りした。メジャーデビューとなった同日のコロラド・ロッキーズ戦では「8番・中堅手」で先発出場し、初安打と初打点を記録した。

### ブルワーズ時代
2022年8月1日にジョシュ・ヘイダーとのトレードで、テイラー・ロジャース、ディネルソン・ラメット、ロバート・ガセルと共にミルウォーキー・ブルワーズへ移籍した。このシーズンはパドレス傘下AA級サンアントニオ、AAA級エルパソ、ブルワーズ傘下AAA級ナッシュビル・サウンズの3球団で通算114試合に出場し、85盗塁を記録した。

### アスレチックス時代
2022年12月12日にブルワーズ、アトランタ・ブレーブスとの三角トレードにより、マニー・ピーニャ、カイル・マラー、ロイバー・サリナス、フレディ・ターノックと共にオークランド・アスレチックスに移籍した。
2023年3月25日にマーク・コッツェイ監督が開幕ロースターに入っていることを明かした。6月28日のニューヨーク・ヤンキース戦ではドミンゴ・ヘルマンの完全試合が達成されたが、その試合でジョシュ・ドナルドソンへの打球を打ち最後の打者となった。7月5日のデトロイト・タイガース戦でシーズン43盗塁を決め、試合も12-3で勝利した。これにより、1977年のミッチェル・ページが記録した42盗塁を上回る球団新人記録を樹立した。7月7日に肩の痛みで10日間の故障者リストに入った。故障の時点でメジャートップの盗塁数を記録していた。132試合に出場して、打率.254、5本塁打、47打点、67盗塁を記録した。盗塁数では1992年のケニー・ロフトンの66盗塁数を上回り、アメリカン・リーグ新人盗塁記録を樹立した。
2024年は前年の活躍からは一転して29試合に出場に終わり打率.200、2本塁打、8打点と大幅に成績を落とした。また、盗塁もわずか5盗塁に終わった。
2025年3月30日にアンヘル・ペルドモの獲得に伴ってDFAとなった。

### ドジャース時代
2025年4月2日にカルロス・デュランとのトレードでロサンゼルス・ドジャースへ移籍した。7月3日のシカゴ・ホワイトソックス戦で初出場。

## 選手としての特徴
マイナー5年間通算（2021年シーズン終了時）で158盗塁オークランド・アスレチックス移籍後メジャーでも67盗塁でAL新人最多盗塁数を記録するなど俊足が最大の売りである。
一方で守備力を測る指標でもあるDRSやUZRにおいては、それぞれメインの守備位置である中堅手で、2023年はDRS-17、UZR-11.0で外野手としてはDRS-20（MLBワースト1位）、UZR-10.3（MLBワースト3位）とリーグ平均を大きく下回る数値を示しており、課題といえる。

## 詳細情報

### 年度別打撃成績
| 年 度    | 球 団    | 試 合 | 打 席 | 打 数 | 得 点 | 安 打 | 二 塁 打 | 三 塁 打 | 本 塁 打 | 塁 打 | 打 点 | 盗 塁 | 盗 塁 死 | 犠 打 | 犠 飛 | 四 球 | 敬 遠 | 死 球 | 三 振 | 併 殺 打 | 打 率 | 出 塁 率 | 長 打 率 | O P S |
| -------- | -------- | ----- | ----- | ----- | ----- | ----- | -------- | -------- | -------- | ----- | ----- | ----- | -------- | ----- | ----- | ----- | ----- | ----- | ----- | -------- | ----- | -------- | -------- | ----- |
| 2022     | SD       | 14    | 27    | 27    | 1     | 6     | 1        | 1        | 0        | 9     | 2     | 1     | 2        | 0     | 0     | 0     | 0     | 0     | 5     | 0        | .222  | .222     | .333     | .555  |
| 2022     | MIL      | 3     | 9     | 8     | 2     | 0     | 0        | 0        | 0        | 0     | 0     | 0     | 0        | 0     | 0     | 1     | 0     | 0     | 2     | 0        | .000  | .111     | .000     | .111  |
| '22計    | MIL      | 17    | 36    | 35    | 3     | 6     | 1        | 1        | 0        | 9     | 2     | 1     | 2        | 0     | 0     | 1     | 0     | 0     | 7     | 0        | .171  | .194     | .257     | .451  |
| 2023     | OAK      | 132   | 497   | 449   | 47    | 114   | 24       | 1        | 5        | 155   | 47    | 67    | 13       | 4     | 1     | 20    | 1     | 16    | 99    | 7        | .254  | .309     | .345     | .654  |
| 2024     | OAK      | 29    | 65    | 55    | 10    | 11    | 2        | 1        | 2        | 21    | 8     | 5     | 4        | 2     | 2     | 4     | 0     | 2     | 20    | 1        | .200  | .270     | .382     | .652  |
| MLB：3年 | MLB：3年 | 178   | 598   | 539   | 60    | 131   | 27       | 3        | 7        | 185   | 57    | 73    | 19       | 6     | 3     | 25    | 1     | 18    | 126   | 8        | .243  | .297     | .343     | .640  |

- 2024年度シーズン終了時
- 各年度の太字はリーグ最高

### 年度別守備成績
| 年 度 | 球 団 | 左翼（LF） | 左翼（LF） | 左翼（LF） | 左翼（LF） | 左翼（LF） | 左翼（LF） | 中堅（CF） | 中堅（CF） | 中堅（CF） | 中堅（CF） | 中堅（CF） | 中堅（CF） | 右翼（RF） | 右翼（RF） | 右翼（RF） | 右翼（RF） | 右翼（RF） | 右翼（RF） |
| 年 度 | 球 団 | 試 合      | 刺 殺      | 補 殺      | 失 策      | 併 殺      | 守 備 率   | 試 合      | 刺 殺      | 補 殺      | 失 策      | 併 殺      | 守 備 率   | 試 合      | 刺 殺      | 補 殺      | 失 策      | 併 殺      | 守 備 率   |
| ----- | ----- | ---------- | ---------- | ---------- | ---------- | ---------- | ---------- | ---------- | ---------- | ---------- | ---------- | ---------- | ---------- | ---------- | ---------- | ---------- | ---------- | ---------- | ---------- |
| 2022  | SD    | 5          | 2          | 0          | 0          | 0          | 1.000      | 5          | 7          | 0          | 0          | 0          | 1.000      | 6          | 9          | 0          | 0          | 0          | 1.000      |
| 2022  | MIL   | 2          | 2          | 0          | 0          | 0          | 1.000      | 1          | 0          | 0          | 0          | 0          | ----       | -          | -          | -          | -          | -          | -          |
| '22計 | MIL   | 7          | 4          | 0          | 0          | 0          | 1.000      | 6          | 7          | 0          | 0          | 0          | 1.000      | 6          | 9          | 0          | 0          | 0          | 1.000      |
| 2023  | OAK   | 15         | 16         | 1          | 0          | 0          | 1.000      | 110        | 262        | 1          | 6          | 0          | .978       | 11         | 16         | 0          | 2          | 0          | .889       |
| 2024  | OAK   | 19         | 22         | 0          | 1          | 0          | .957       | 9          | 13         | 0          | 0          | 0          | 1.000      | -          | -          | -          | -          | -          | -          |
| MLB   | MLB   | 41         | 42         | 1          | 1          | 0          | .977       | 125        | 282        | 1          | 6          | 0          | .979       | 17         | 25         | 0          | 2          | 0          | .926       |

- 2024年度シーズン終了時
- 各年度の太字はリーグ最高

### タイトル
- 盗塁王：1回（2023年）

### 背番号
- 43（2022年 - 同年途中）
- 13（2022年途中 - 同年終了）
- 1（2023年 - 2024年）
- 27（2025年 - ）